# Detlef Kästner
Detlef Kästner (Wurzen, 20 de marzo de 1958) es un exboxeador alemán que representó a Alemania Oriental en los Juegos Olímpicos de 1980 en Moscú, Unión Soviética. Obtuvo la medalla de bronce en la categoría de peso superwélter (– 71 kg), tras ser derrotado en la semifinal por el soviético Aleksandr Koshkyn.

## Palmarés
- Pase de primera vuelta.
- Victoria frente a Adeoye Adetunji (Nigeria) KO 3
- Victoria frente a Leonidas Njunwa (Tanzania) 5-0
- Derrota frente a Aleksandr Koshkyn (Unión Soviética) 0-5